# جاك أونترفيغر

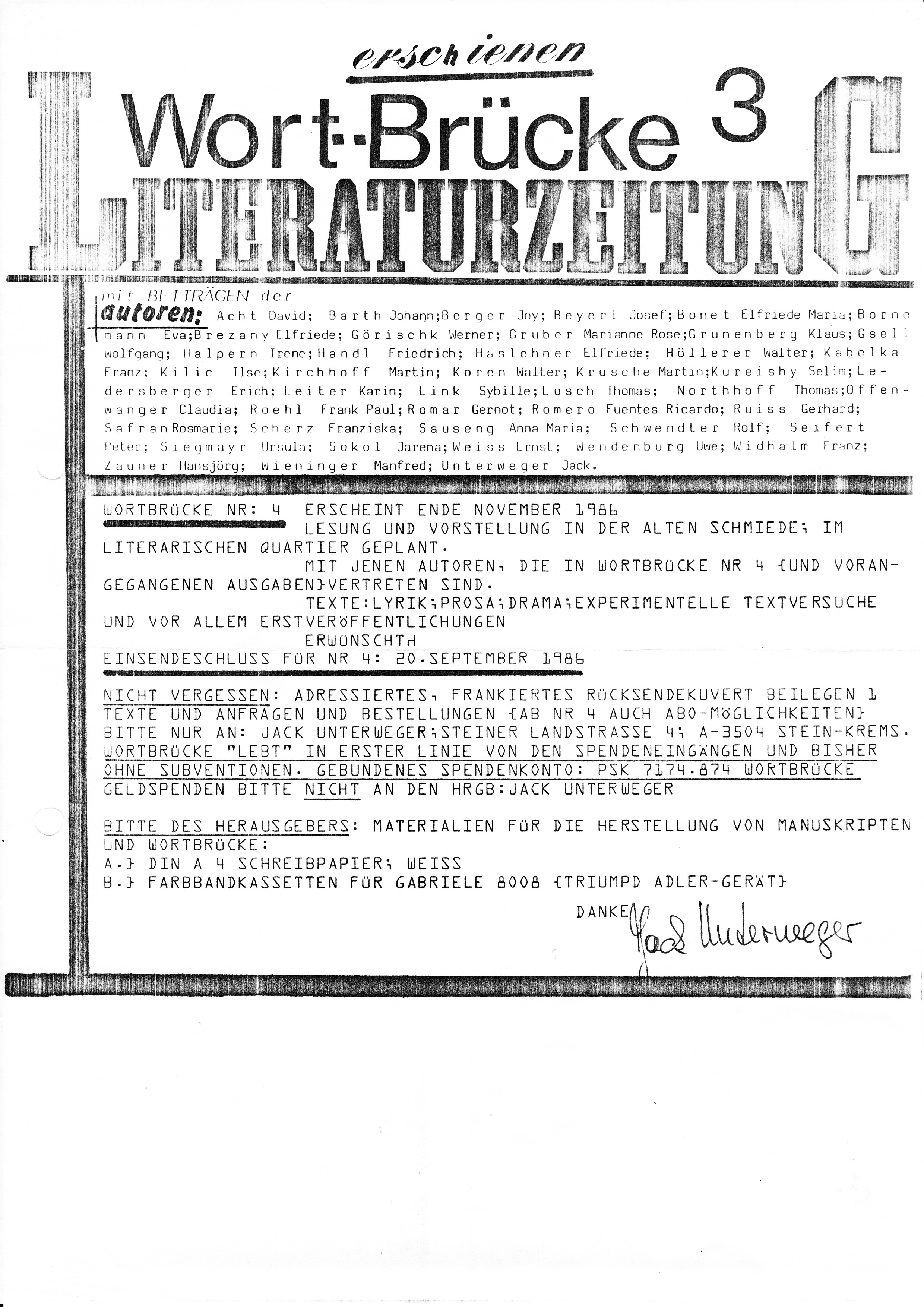

يوهان «جاك» أونتروفيغر (16 أغسطس 1950 - 29 يونيو 1994) قاتل متسلسل نمساوي ارتكب جريمة قتل في عدة بلدان - النمسا وألمانيا الغربية وتشيكوسلوفاكيا والولايات المتحدة. بدأ أونتروفيغر، الذي أدين في البداية في عام 1974 بجريمة قتل واحدة، بالكتابة على نطاق واسع أثناء وجوده في السجن. حظي عمله باهتمام النخبة الأدبية النمساوية، الذين اعتبروه دليلاً على إعادة تأهيله.
بعد ضغوط كبيرة، تم إطلاق سراح أونتروفيغربشروط في عام 1990. بعد إطلاق سراحه، أصبح مشهورًا بشكل محدود وعمل ككاتباً مسرحياً وصحفياً، لكن في غضون أشهر استأنف قتل النساء. شنق أونتروفيغر نفسه في السجن بعد إدانته بتسع جرائم قتل أخرى في يونيو 1994.